# الشعفين (حجة)

تعديل مصدري - تعديل

الشعفين هي إحدى قرى عزلة المعمري بمديرية حجة التابعة لمحافظة حجة، بلغ تعداد سكانها 153 نسمة حسب تعداد اليمن لعام 2004.